# Eupithecia lunata
Eupithecia lunata är en fjärilsart som beskrevs av Karl Dietze 1913. Eupithecia lunata ingår i släktet Eupithecia och familjen mätare. Inga underarter finns listade i Catalogue of Life.